# Christmas (Michael Bublé)
Christmas is een muziekalbum met kerstmuziek uit 2011 van Michael Bublé. Bublé had al eerder kerstliedjes bewerkt in de vorm van Let It Snow!, maar dat bleef toen beperkt tot een ep. Christmas was een volwaardig album. Het album kwam bijna overal in de Westerse wereld hoog in de hitlijsten, Frankrijk en Spanje bleven daarbij achter.
Bublé zong White Christmas met Shania Twain, Feliz Navidad met Thalia en er was ook een nieuw kerstlied: Cold December Night van Alan Chang en Bob Rock.

## Muziek
Er verschenen diverse uitvoeringen van het album.

| Nr. | Titel                                       | Schrijver(s)                                | Duur |
| --- | ------------------------------------------- | ------------------------------------------- | ---- |
| 1.  | It's Beginning to Look a Lot Like Christmas | Meredith Willson                            | 3:26 |
| 2.  | Santa Claus Is Coming to Town               | J. Fred Coots, Haven Gillespie              | 2:51 |
| 3.  | Jingle Bells (met The Puppini Sisters)      | James Lord Pierpont                         | 2:39 |
| 4.  | White Christmas (met Shania Twain)          | Irving Berlin                               | 3:36 |
| 5.  | All I Want for Christmas Is You             | Mariah Carey, Walter Afanasieff             | 2:51 |
| 6.  | Holly Jolly Christmas                       | Johnny Marks                                | 1:59 |
| 7.  | Santa Baby                                  | Joan Javits, Philip Springer, Tony Springer | 3:51 |
| 8.  | Have Yourself a Merry Little Christmas      | Hugh Martin, Ralph Blane                    | 3:50 |
| 9.  | Christmas (Baby Please Come Home)           | Phil Spector, Jeff Barry, Ellie Greenwich   | 3:07 |
| 10. | Silent Night                                | Franz Xaver Gruber, Joseph Mohr             | 3:47 |
| 11. | Blue Christmas                              | Billy Hayes, Jay W. Johnson                 | 3:41 |
| 12. | Cold December Night                         | Michael Bublé, Alan Chang, Bob Rock         | 3:18 |
| 13. | I'll Be Home for Christmas                  | Kim Gannon, Walter Kent, Buck Ram           | 4:24 |
| 14. | Ave Maria                                   | Franz Schubert                              | 4:00 |
| 15. | Mis Deseos/Feliz Navidad (met Thalía)       | Bublé, Gatica, Alan Chang/José Feliciano    | 4:24 |

## Hitnoteringen

### NederlandseAlbum Top 100
| Hitnotering (week 1 t/m 11): 29-10-2011 t/m 07-01-2012 Hitnotering (week 12 t/m 17): 01-12-2012 t/m 05-01-2013 Hitnotering (week 18 t/m 21): 07-12-2013 t/m 28-12-2013 Hitnotering (week 22 t/m 27): 29-11-2014 t/m 03-01-2015 Hitnotering (week 28 t/m 34): 21-11-2015 t/m 02-01-2016 Hitnotering (week 35 t/m 42): 12-11-2016 t/m 31-12-2016 | Hitnotering (week 1 t/m 11): 29-10-2011 t/m 07-01-2012 Hitnotering (week 12 t/m 17): 01-12-2012 t/m 05-01-2013 Hitnotering (week 18 t/m 21): 07-12-2013 t/m 28-12-2013 Hitnotering (week 22 t/m 27): 29-11-2014 t/m 03-01-2015 Hitnotering (week 28 t/m 34): 21-11-2015 t/m 02-01-2016 Hitnotering (week 35 t/m 42): 12-11-2016 t/m 31-12-2016 | Hitnotering (week 1 t/m 11): 29-10-2011 t/m 07-01-2012 Hitnotering (week 12 t/m 17): 01-12-2012 t/m 05-01-2013 Hitnotering (week 18 t/m 21): 07-12-2013 t/m 28-12-2013 Hitnotering (week 22 t/m 27): 29-11-2014 t/m 03-01-2015 Hitnotering (week 28 t/m 34): 21-11-2015 t/m 02-01-2016 Hitnotering (week 35 t/m 42): 12-11-2016 t/m 31-12-2016 | Hitnotering (week 1 t/m 11): 29-10-2011 t/m 07-01-2012 Hitnotering (week 12 t/m 17): 01-12-2012 t/m 05-01-2013 Hitnotering (week 18 t/m 21): 07-12-2013 t/m 28-12-2013 Hitnotering (week 22 t/m 27): 29-11-2014 t/m 03-01-2015 Hitnotering (week 28 t/m 34): 21-11-2015 t/m 02-01-2016 Hitnotering (week 35 t/m 42): 12-11-2016 t/m 31-12-2016 | Hitnotering (week 1 t/m 11): 29-10-2011 t/m 07-01-2012 Hitnotering (week 12 t/m 17): 01-12-2012 t/m 05-01-2013 Hitnotering (week 18 t/m 21): 07-12-2013 t/m 28-12-2013 Hitnotering (week 22 t/m 27): 29-11-2014 t/m 03-01-2015 Hitnotering (week 28 t/m 34): 21-11-2015 t/m 02-01-2016 Hitnotering (week 35 t/m 42): 12-11-2016 t/m 31-12-2016 | Hitnotering (week 1 t/m 11): 29-10-2011 t/m 07-01-2012 Hitnotering (week 12 t/m 17): 01-12-2012 t/m 05-01-2013 Hitnotering (week 18 t/m 21): 07-12-2013 t/m 28-12-2013 Hitnotering (week 22 t/m 27): 29-11-2014 t/m 03-01-2015 Hitnotering (week 28 t/m 34): 21-11-2015 t/m 02-01-2016 Hitnotering (week 35 t/m 42): 12-11-2016 t/m 31-12-2016 | Hitnotering (week 1 t/m 11): 29-10-2011 t/m 07-01-2012 Hitnotering (week 12 t/m 17): 01-12-2012 t/m 05-01-2013 Hitnotering (week 18 t/m 21): 07-12-2013 t/m 28-12-2013 Hitnotering (week 22 t/m 27): 29-11-2014 t/m 03-01-2015 Hitnotering (week 28 t/m 34): 21-11-2015 t/m 02-01-2016 Hitnotering (week 35 t/m 42): 12-11-2016 t/m 31-12-2016 | Hitnotering (week 1 t/m 11): 29-10-2011 t/m 07-01-2012 Hitnotering (week 12 t/m 17): 01-12-2012 t/m 05-01-2013 Hitnotering (week 18 t/m 21): 07-12-2013 t/m 28-12-2013 Hitnotering (week 22 t/m 27): 29-11-2014 t/m 03-01-2015 Hitnotering (week 28 t/m 34): 21-11-2015 t/m 02-01-2016 Hitnotering (week 35 t/m 42): 12-11-2016 t/m 31-12-2016 | Hitnotering (week 1 t/m 11): 29-10-2011 t/m 07-01-2012 Hitnotering (week 12 t/m 17): 01-12-2012 t/m 05-01-2013 Hitnotering (week 18 t/m 21): 07-12-2013 t/m 28-12-2013 Hitnotering (week 22 t/m 27): 29-11-2014 t/m 03-01-2015 Hitnotering (week 28 t/m 34): 21-11-2015 t/m 02-01-2016 Hitnotering (week 35 t/m 42): 12-11-2016 t/m 31-12-2016 | Hitnotering (week 1 t/m 11): 29-10-2011 t/m 07-01-2012 Hitnotering (week 12 t/m 17): 01-12-2012 t/m 05-01-2013 Hitnotering (week 18 t/m 21): 07-12-2013 t/m 28-12-2013 Hitnotering (week 22 t/m 27): 29-11-2014 t/m 03-01-2015 Hitnotering (week 28 t/m 34): 21-11-2015 t/m 02-01-2016 Hitnotering (week 35 t/m 42): 12-11-2016 t/m 31-12-2016 | Hitnotering (week 1 t/m 11): 29-10-2011 t/m 07-01-2012 Hitnotering (week 12 t/m 17): 01-12-2012 t/m 05-01-2013 Hitnotering (week 18 t/m 21): 07-12-2013 t/m 28-12-2013 Hitnotering (week 22 t/m 27): 29-11-2014 t/m 03-01-2015 Hitnotering (week 28 t/m 34): 21-11-2015 t/m 02-01-2016 Hitnotering (week 35 t/m 42): 12-11-2016 t/m 31-12-2016 | Hitnotering (week 1 t/m 11): 29-10-2011 t/m 07-01-2012 Hitnotering (week 12 t/m 17): 01-12-2012 t/m 05-01-2013 Hitnotering (week 18 t/m 21): 07-12-2013 t/m 28-12-2013 Hitnotering (week 22 t/m 27): 29-11-2014 t/m 03-01-2015 Hitnotering (week 28 t/m 34): 21-11-2015 t/m 02-01-2016 Hitnotering (week 35 t/m 42): 12-11-2016 t/m 31-12-2016 | Hitnotering (week 1 t/m 11): 29-10-2011 t/m 07-01-2012 Hitnotering (week 12 t/m 17): 01-12-2012 t/m 05-01-2013 Hitnotering (week 18 t/m 21): 07-12-2013 t/m 28-12-2013 Hitnotering (week 22 t/m 27): 29-11-2014 t/m 03-01-2015 Hitnotering (week 28 t/m 34): 21-11-2015 t/m 02-01-2016 Hitnotering (week 35 t/m 42): 12-11-2016 t/m 31-12-2016 | Hitnotering (week 1 t/m 11): 29-10-2011 t/m 07-01-2012 Hitnotering (week 12 t/m 17): 01-12-2012 t/m 05-01-2013 Hitnotering (week 18 t/m 21): 07-12-2013 t/m 28-12-2013 Hitnotering (week 22 t/m 27): 29-11-2014 t/m 03-01-2015 Hitnotering (week 28 t/m 34): 21-11-2015 t/m 02-01-2016 Hitnotering (week 35 t/m 42): 12-11-2016 t/m 31-12-2016 | Hitnotering (week 1 t/m 11): 29-10-2011 t/m 07-01-2012 Hitnotering (week 12 t/m 17): 01-12-2012 t/m 05-01-2013 Hitnotering (week 18 t/m 21): 07-12-2013 t/m 28-12-2013 Hitnotering (week 22 t/m 27): 29-11-2014 t/m 03-01-2015 Hitnotering (week 28 t/m 34): 21-11-2015 t/m 02-01-2016 Hitnotering (week 35 t/m 42): 12-11-2016 t/m 31-12-2016 | Hitnotering (week 1 t/m 11): 29-10-2011 t/m 07-01-2012 Hitnotering (week 12 t/m 17): 01-12-2012 t/m 05-01-2013 Hitnotering (week 18 t/m 21): 07-12-2013 t/m 28-12-2013 Hitnotering (week 22 t/m 27): 29-11-2014 t/m 03-01-2015 Hitnotering (week 28 t/m 34): 21-11-2015 t/m 02-01-2016 Hitnotering (week 35 t/m 42): 12-11-2016 t/m 31-12-2016 | Hitnotering (week 1 t/m 11): 29-10-2011 t/m 07-01-2012 Hitnotering (week 12 t/m 17): 01-12-2012 t/m 05-01-2013 Hitnotering (week 18 t/m 21): 07-12-2013 t/m 28-12-2013 Hitnotering (week 22 t/m 27): 29-11-2014 t/m 03-01-2015 Hitnotering (week 28 t/m 34): 21-11-2015 t/m 02-01-2016 Hitnotering (week 35 t/m 42): 12-11-2016 t/m 31-12-2016 |
| Week: | 1 | 2 | 3 | 4 | 5 | 6 | 7 | 8 | 9 | 10 | 11 | | 12 | 13 | 14 | 15 |
| --- | --- | --- | --- | --- | --- | --- | --- | --- | --- | --- | --- | --- | --- | --- | --- | --- |
| Positie: | 6 | 15 | 22 | 12 | 4 | 7 | 4 | 1 | 1 | 1 | 50 | uit | 18 | 9 | 1 | 1 |
| Week: | 16 | 17 | | 18 | 19 | 20 | 21 | | 22 | 23 | 24 | 25 | 26 | 27 | | 28 |
| Positie: | 2 | 85 | uit | 63 | 19 | 18 | 17 | uit | 71 | 21 | 3 | 1 | 5 | 5 | uit | 100 |
| Week: | 29 | 30 | 31 | 32 | 33 | 34 | | 35 | 36 | 37 | 38 | 39 | 40 | 41 | 42 | |
| Positie: | 62 | 36 | 17 | 10 | 11 | 6 | uit | 55 | 57 | 37 | 26 | 13 | 7 | 7 | 3 | uit |

### VlaamseUltratop 200Albums
| Hitnotering (week 1 t/m 12): 29-10-2011 t/m 14-01-2012 Hitnotering (week 13 t/m 20): 01-12-2012 t/m 19-01-2013 Hitnotering (week 21 t/m 26): 30-11-2013 t/m 04-01-2014 Hitnotering (week 27 t/m 32): 29-11-2014 t/m 03-01-2015 Hitnotering (week 33 t/m 40): 21-11-2015 t/m 09-01-2016 | Hitnotering (week 1 t/m 12): 29-10-2011 t/m 14-01-2012 Hitnotering (week 13 t/m 20): 01-12-2012 t/m 19-01-2013 Hitnotering (week 21 t/m 26): 30-11-2013 t/m 04-01-2014 Hitnotering (week 27 t/m 32): 29-11-2014 t/m 03-01-2015 Hitnotering (week 33 t/m 40): 21-11-2015 t/m 09-01-2016 | Hitnotering (week 1 t/m 12): 29-10-2011 t/m 14-01-2012 Hitnotering (week 13 t/m 20): 01-12-2012 t/m 19-01-2013 Hitnotering (week 21 t/m 26): 30-11-2013 t/m 04-01-2014 Hitnotering (week 27 t/m 32): 29-11-2014 t/m 03-01-2015 Hitnotering (week 33 t/m 40): 21-11-2015 t/m 09-01-2016 | Hitnotering (week 1 t/m 12): 29-10-2011 t/m 14-01-2012 Hitnotering (week 13 t/m 20): 01-12-2012 t/m 19-01-2013 Hitnotering (week 21 t/m 26): 30-11-2013 t/m 04-01-2014 Hitnotering (week 27 t/m 32): 29-11-2014 t/m 03-01-2015 Hitnotering (week 33 t/m 40): 21-11-2015 t/m 09-01-2016 | Hitnotering (week 1 t/m 12): 29-10-2011 t/m 14-01-2012 Hitnotering (week 13 t/m 20): 01-12-2012 t/m 19-01-2013 Hitnotering (week 21 t/m 26): 30-11-2013 t/m 04-01-2014 Hitnotering (week 27 t/m 32): 29-11-2014 t/m 03-01-2015 Hitnotering (week 33 t/m 40): 21-11-2015 t/m 09-01-2016 | Hitnotering (week 1 t/m 12): 29-10-2011 t/m 14-01-2012 Hitnotering (week 13 t/m 20): 01-12-2012 t/m 19-01-2013 Hitnotering (week 21 t/m 26): 30-11-2013 t/m 04-01-2014 Hitnotering (week 27 t/m 32): 29-11-2014 t/m 03-01-2015 Hitnotering (week 33 t/m 40): 21-11-2015 t/m 09-01-2016 | Hitnotering (week 1 t/m 12): 29-10-2011 t/m 14-01-2012 Hitnotering (week 13 t/m 20): 01-12-2012 t/m 19-01-2013 Hitnotering (week 21 t/m 26): 30-11-2013 t/m 04-01-2014 Hitnotering (week 27 t/m 32): 29-11-2014 t/m 03-01-2015 Hitnotering (week 33 t/m 40): 21-11-2015 t/m 09-01-2016 | Hitnotering (week 1 t/m 12): 29-10-2011 t/m 14-01-2012 Hitnotering (week 13 t/m 20): 01-12-2012 t/m 19-01-2013 Hitnotering (week 21 t/m 26): 30-11-2013 t/m 04-01-2014 Hitnotering (week 27 t/m 32): 29-11-2014 t/m 03-01-2015 Hitnotering (week 33 t/m 40): 21-11-2015 t/m 09-01-2016 | Hitnotering (week 1 t/m 12): 29-10-2011 t/m 14-01-2012 Hitnotering (week 13 t/m 20): 01-12-2012 t/m 19-01-2013 Hitnotering (week 21 t/m 26): 30-11-2013 t/m 04-01-2014 Hitnotering (week 27 t/m 32): 29-11-2014 t/m 03-01-2015 Hitnotering (week 33 t/m 40): 21-11-2015 t/m 09-01-2016 | Hitnotering (week 1 t/m 12): 29-10-2011 t/m 14-01-2012 Hitnotering (week 13 t/m 20): 01-12-2012 t/m 19-01-2013 Hitnotering (week 21 t/m 26): 30-11-2013 t/m 04-01-2014 Hitnotering (week 27 t/m 32): 29-11-2014 t/m 03-01-2015 Hitnotering (week 33 t/m 40): 21-11-2015 t/m 09-01-2016 | Hitnotering (week 1 t/m 12): 29-10-2011 t/m 14-01-2012 Hitnotering (week 13 t/m 20): 01-12-2012 t/m 19-01-2013 Hitnotering (week 21 t/m 26): 30-11-2013 t/m 04-01-2014 Hitnotering (week 27 t/m 32): 29-11-2014 t/m 03-01-2015 Hitnotering (week 33 t/m 40): 21-11-2015 t/m 09-01-2016 | Hitnotering (week 1 t/m 12): 29-10-2011 t/m 14-01-2012 Hitnotering (week 13 t/m 20): 01-12-2012 t/m 19-01-2013 Hitnotering (week 21 t/m 26): 30-11-2013 t/m 04-01-2014 Hitnotering (week 27 t/m 32): 29-11-2014 t/m 03-01-2015 Hitnotering (week 33 t/m 40): 21-11-2015 t/m 09-01-2016 | Hitnotering (week 1 t/m 12): 29-10-2011 t/m 14-01-2012 Hitnotering (week 13 t/m 20): 01-12-2012 t/m 19-01-2013 Hitnotering (week 21 t/m 26): 30-11-2013 t/m 04-01-2014 Hitnotering (week 27 t/m 32): 29-11-2014 t/m 03-01-2015 Hitnotering (week 33 t/m 40): 21-11-2015 t/m 09-01-2016 | Hitnotering (week 1 t/m 12): 29-10-2011 t/m 14-01-2012 Hitnotering (week 13 t/m 20): 01-12-2012 t/m 19-01-2013 Hitnotering (week 21 t/m 26): 30-11-2013 t/m 04-01-2014 Hitnotering (week 27 t/m 32): 29-11-2014 t/m 03-01-2015 Hitnotering (week 33 t/m 40): 21-11-2015 t/m 09-01-2016 | Hitnotering (week 1 t/m 12): 29-10-2011 t/m 14-01-2012 Hitnotering (week 13 t/m 20): 01-12-2012 t/m 19-01-2013 Hitnotering (week 21 t/m 26): 30-11-2013 t/m 04-01-2014 Hitnotering (week 27 t/m 32): 29-11-2014 t/m 03-01-2015 Hitnotering (week 33 t/m 40): 21-11-2015 t/m 09-01-2016 | Hitnotering (week 1 t/m 12): 29-10-2011 t/m 14-01-2012 Hitnotering (week 13 t/m 20): 01-12-2012 t/m 19-01-2013 Hitnotering (week 21 t/m 26): 30-11-2013 t/m 04-01-2014 Hitnotering (week 27 t/m 32): 29-11-2014 t/m 03-01-2015 Hitnotering (week 33 t/m 40): 21-11-2015 t/m 09-01-2016 |
| Week: | 1 | 2 | 3 | 4 | 5 | 6 | 7 | 8 | 9 | 10 | 11 | 12 | | 13 | 14 |
| --- | --- | --- | --- | --- | --- | --- | --- | --- | --- | --- | --- | --- | --- | --- | --- |
| Positie: | 29 | 17 | 22 | 26 | 26 | 15 | 8 | 4 | 4 | 4 | 26 | 75 | uit | 89 | 34 |
| Week: | 15 | 16 | 17 | 18 | 19 | 20 | | 21 | 22 | 23 | 24 | 25 | 26 | | 27 |
| Positie: | 21 | 7 | 3 | 7 | 64 | 107 | uit | 143 | 98 | 39 | 22 | 19 | 43 | uit | 107 |
| Week: | 28 | 29 | 30 | 31 | 32 | | 33 | 34 | 35 | 36 | 37 | 38 | 39 | 40 | |
| Positie: | 71 | 46 | 30 | 34 | 39 | uit | 187 | 103 | 64 | 32 | 30 | 25 | 38 | 175 | uit |